# Вальда
Вальда (італ. Valda) — колишній муніципалітет в Італії, у регіоні Трентіно-Альто-Адідже,  провінція Тренто. З 1 січня 2016 року Вальда є частиною новоствореного муніципалітету Альтавалле.
Вальда розташована на відстані близько 490 км на північ від Рима, 19 км на північний схід від Тренто.
Населення — 213 осіб (2014).

## Демографія
Населення за роками:

Станом на 31 грудня 2014 року в муніципалітеті офіційно проживало 30 іноземців з 5 країн, серед них 1 громадянин країн Євросоюзу та 1 громадянин України.

## Сусідні муніципалітети
- Грумес
- Фавер
- Салорно
- Сегонцано